# Titeuf (serie animata)
Titeuf è una serie animata francese prodotta da MoonScoop con la collaborazione di Rai e RTBF. È basata sull'omonimo fumetto creato dal fumettista svizzero Philippe Chappuis. È composta da quattro stagioni per un totale di 330 episodi dalla durata di otto minuti. La quarta stagione in Italia è inedita.
La serie è stata trasmessa per la prima volta in Francia sul canale France 3 a partire da aprile 2001. In Italia, la serie è stata trasmessa su Rai 2 a partire dal 14 ottobre 2002.

## Trama
La serie parla della vita di Titeuf, un bambino francese di dieci anni, molto noto per il suo grosso ciuffo biondo a cui tiene tanto e per la sua enorme immaginazione. Ogni giorno con i suoi amici ne combinerà di tutti i colori e cercherà di farsi notare da Nadia, una bambina di cui Titeuf è follemente innamorato.

## Personaggi
- Titeuf: è il protagonista della serie. È un ragazzino francese turbolento di 10 anni, è l'unico figlio maschio di Roger e Anne-Mathilde, il fratello maggiore di Zizie, il cugino di Julie, il nipote di Pépé e Zia Monica, e il pronipote di Zio Glaïeul, vive con i genitori e la sorella minore in un condominio, riconoscibilissimo per il suo ciuffo biondo. Si pone con ingenuità molte domande sulla vita, la sessualità ed il mondo degli adulti. Credulone, cade spesso in equivoci a causa delle sue costruzioni mentali ed è vittima di scherzi da parte degli amici. È innamorato di Nadia e per avere il suo amore a volte rincorre anche a metodi strani come pozioni, stratagemmi e la maggior parte delle volte anche a sfide con Marco. Nella quarta stagione si innamora anche di Ramatou, ragazza africana emigrata in Francia a causa della guerra.
- Roger: è il marito di Anne-Mathilde, il padre di Titeuf e Zizie, il cognato di Zia Monica, lo zio paterno di Julie, il figlio di Pépé, e il nipote di Zio Glaïeul, ha 35 anni, per la maggior parte del tempo cambia sempre lavoro, e porta con sé uno spirito da bambino, vive con la moglie e i figli in un condominio, sia lui che sua moglie non vogliono animali in casa.
- Anne-Mathilde: è la moglie di Roger, la madre di Titeuf e Zizie, la sorella minore di Zia Monica, la zia paterna di Julie, e la nuora di Pépé, ha 33 anni, è una casalinga molto severa e determinata, ma nonostante questo, in certi momenti mostra di avere un lato dolce, vive con il marito e i figli in un condominio, sia lei che suo marito non vogliono animali in casa.
- Zizie: è l'unica figlia femmina di Roger e Anne-Mathilde, la sorella minore di Titeuf, la cugina di Julie, la nipote di Pépé e Zia Monica, e la pronipote di Zio Glaïeul, ha 18 mesi, vive con i genitori e il fratello maggiore in un condominio. Il suo arrivo sconvolge completamente la vita del bambino, che a volte, deve occuparsene e deve evitare che la sorellina distrugga tutte le sue cose. Titeuf si consola pensando che la sorellina gli servirà ad attirare le ragazze. Nonostante questo, Titeuf è molto affezionato alla sorella.
- Zia Monica: è la sorella maggiore di Anne-Mathilde, la cognata di Roger, e la zia materna di Titeuf e Zizie, vive da sola in un appartamento con il suo gatto (che nelle stagioni successive sembra essere morto). Il bambino si diverte a chiamarla "zia", sapendo benissimo che lei non sopporta di essere chiamata così perché la fa sentire vecchia. Spesso viene lasciata dai suoi fidanzati, piange e si dispera finché non ne trova un altro e spesso regala a Titeuf oggetti che lui considera imbarazzanti. Nella prima stagione Monica, non piace che la si chiami con il nomignolo "Zietta", invece dalla seconda stagione in poi ne appare lusingata quando il nipote la chiama con il suddetto soprannome.
- Julie: è la cugina di Titeuf e Zizie, unica figlia del fratello maggiore di Roger. Il bambino è segretamente innamorato di lei, ricambiato. Nella prima stagione, dopo il litigio dei genitori, va a dormire da Titeuf, per poi andare via la mattina seguente, non è noto se i suoi genitori abbiano divorziato o no. Ha i capelli color sangue, e ha 9-10 anni.
- Zio Glaïeul: fa la sua prima apparizione nella seconda stagione, è il fratello maggiore di Pépé, lo zio paterno di Roger, e il prozio paterno di Titeuf, Zizie e Julie. Il bambino, a volte, è costretto contro la sua volontà a passare delle giornate con lui nella casa di riposo in cui è ricoverato. È in sedia a rotelle e ha una smisurata fantasia nel raccontare storie inventate.
- La nonna paterna: morta di vecchiaia quando Titeuf era molto piccolo, quindi Zizie non l'ha mai conosciuta, viene rievocata nei ricordi del nipote con nostalgia e dolcezza. Titeuf prende una sua foto per raccontarle i suoi sogni, il suo vero nome è sconosciuto.
- Pèpè: ma Titeuf lo chiama ''scaduto'' perché pensa che sia arrugginito, è il fratello minore di Zio Glaïeul, il padre di Roger, il suocero di Anne-Mathilde, e il nonno paterno di Titeuf, Zizie e Julie, vive da solo in una piccola casa situata in periferia. È molto attivo nonostante la sua vecchia età, è un appassionato di teatro soprattutto da quando è rimasto vedovo.
- Manù: riconoscibilissimo per i suoi grossi occhiali e il suo grande nasone, è il migliore amico di Titeuf, e il fratello minore di Lucia, vive con i genitori e la sorella maggiore nel palazzo di fronte a quello di Titeuf, è un bambino molto timido, ha una predisposizione a dire stupidaggini, soprattutto sull'amore. Quando Titeuf ha dei problemi, corre in suo aiuto animato da buoni intenti che però non sempre portano le conseguenze sperate. È innamorato di Dumbo.
- Hugo: è un bambino grande e grosso, indossa un maglione rosso e dei pantaloni bianchi, vive con il padre e il fratello maggiore in un appartamento, è molto furbo e possiede una mente adatta a fare ottimi scherzi, di cui Titeuf è la vittima privilegiata. Adora mangiare barrette di cioccolato; è il bullo e l'amicone della classe. Di famiglia povera, subisce maltrattamenti fisici dal padre, e maltrattamenti psicologici dal fratello maggiore, inoltre è orfano di madre.
- François: è un bambino molto intellettuale, vive con il padre in un appartamento, quest'ultimo è un collezionista di insetti. Molto spesso si improvvisa scienziato, con esperimenti spesso improbabili e teorie strampalate, i suoi genitori sono divorziati.
- Jean-Claude: è un bambino amico di Titeuf, vive con i suoi genitori in un appartamento, ed è figlio unico, porta un apparecchio per i denti imposto dai suoi genitori che lo fa sputare mentre parla, causando problemi a chi si siede davanti a lui. Tra tutti i compagni di classe, Jean-Claude è quello con cui Titeuf litiga più spesso, a volte anche in furiose risse che finiscono con il coinvolgere tutti gli altri. Diventa tuttavia più simpatico e amichevole nella quarta stagione. Nei fumetti, in italiano, era chiamato Carletto.
- Hervé: è un bambino soprannominato da tutti "Vomito", vive con i genitori e il criceto Moulinus in un appartamento. Per lui ogni occasione è buona per rigurgitare il pranzo: sull'autobus, sulle montagne russe, quando sente parlare di mangiare. Tutti lo evitano nelle situazioni più pericolose, nelle quali lui cerca disperatamente un bagno, un cestino o un cespuglio per svuotare lo stomaco.
- Tim: è un bambino di colore, molto timido, educato e generoso. Indossa una felpa verde (rossa nella seconda stagione) con cappuccio. Nella quarta stagione è assente poiché suo padre ha avuto un lavoro nuovo al sud e ha dovuto quindi trasferirsi.
- Basil: ha un comportamento strano e non riesce a parlare molto bene (ma nel fumetto non presenta questa difficoltà). Dai suoi modi di fare si intuisce la sua diversa abilità, probabilmente riconducibile ad autismo. Spesso definito "speciale", ha un innato talento nel suonare il pianoforte. Gli piacciono anche i fiori.
- Nadia: una bambina di cui Titeuf è follemente innamorato, è protagonista delle continue attenzioni di Titeuf, il quale per lei affronta sfide o cerca continuamente di creare situazioni nelle quali confessarle il suo amore o per catturare la sua attenzione, vive con i genitori e il fratello maggiore in un appartamento, lei, nonostante il comportamento che assume spesso con lui, si adopera per non perderlo quando, rassegnato, si interessa ad altre ragazze. Migliore amica di Dumbo, la sua presenza permette di sottolineare le differenze tra ragazzi e ragazze, inoltre è allergica ai gatti.
- Valèrie: è una bambina soprannominata Dumbo e soggetta a numerose prese in giro a causa delle sue orecchie a sventola. Di tanto in tanto sembra innamorata di Manu (il cui innamoramento segreto è reciproco), ha un carattere abbastanza orgoglioso e, in generale, è complessata a causa del suo aspetto fisico e le sue orecchie, cerca di non badare alla sua solitudine aggrappandosi all'amicizia con Nadia, che la usa come innocua spalla per darsi forza nel maltrattare i maschi.
- Nathalie: un'altra amica di Nadia, è molto simpatica, nonché un maschiaccio che ama lo sport. È una delle poche ragazze che non snobba o prende in giro Titeuf.
- Sarah: è una bambina di circa 6-7 anni, pazzamente innamorata di Titeuf e del suo ciuffo ribelle. Fa la prima comparsa nel parco giochi di fronte alla casa di Titeuf dicendo "Ti amo Titeuf" e "Amo il tuo ciuffo ribelle!".
- Lucia: è la sorella maggiore di Manu, e a volte la baby-sitter di Titeuf e Zizie, vive con i genitori e il fratello minore nel palazzo di fronte a quello di Titeuf. È una ragazza adolescente ed è l'espediente per far porre a Titeuf domande sulla pubertà e sul futuro immediato. Esce spesso con i ragazzi.
- La maestra (Mrs. Josiane Blingon): è una donna anziana molto brusca, nonché il peggior incubo dei suoi alunni trattati come bestie. Questo non le impedisce di fare molta fatica con Titeuf, che gliene combina di tutti i colori, e lo punisce sempre facendogli scrivere cento volte la causa del guaio, il bambino crede che sia una strega, vive da sola con il suo gatto Minù in una piccola casa in periferia, tuttavia in certi casi, si dimostra gentile e disponibile con i suoi alunni, vuole molto bene a Titeuf nonostante tutto.
- L'infermiera: essendo molto bella, Titeuf e suoi amici spesso si fingono malati solo per vederla. È soprannominata dai ragazzi "Signorina Air-Bag" a causa del suo seno, il suo vero nome è sconosciuto. Nella quarta stagione viene sostituita da un'altra infermiera più vecchia e corpulenta dal carattere troppo autoritario.
- Jean-Do: è il maestro di educazione artistica, giovane uomo con metodi didattici innovativi e inclusivi, spesso parla con spirito "zen" ai suoi studenti affrontando argomenti come la crisi "preadolescenziale" oppure rimbrottandone le condotte violente.
- Muscoloni: è il maestro di ginnastica, così soprannominato per i suoi grandi muscoli, si diverte a infliggere esercizi faticosi a Titeuf e ai suoi amici, il suo vero nome è sconosciuto.
- Il direttore della scuola: appare in alcuni episodi a monitorare il lavoro della maestra. Titeuf lo definisce (in modo errato) "Signor retto", ma il suo vero nome è sconosciuto.
- Il bidello (Mr. Dubidet): è un uomo molto ingiusto al quale Titeuf e compagni riservano scherzi incredibili, il suo nome è sconosciuto.
- Benoit: è il sorvegliante e istruttore dei bambini quando vanno a fare gite per più giorni in mare o in montagna. Ci tiene molto alla sicurezza dei bambini: se ne vede uno da solo gli rifila una megapunizione ritenuta molto cattiva dagli alunni. Nella seconda stagione appare soltanto in un episodio.
- Il grande Diego: è un ragazzo che si diverte a prendere in giro Titeuf e i suoi amici. Ha un fratello minore di circa 6-7 anni che frequenta la stessa scuola di Titeuf.
- Il grande miope (vero nome Ray Charles): è un delinquente di strada che spaventa i bambini e gli ruba vestiti e soldi dicendo "sgancia la grana".
- Marco: è un ragazzo più grande di Titeuf; ha 13 anni. Spesso esce con Nadia prendendosi gioco del piccolo dal grande ciuffo, il quale cerca di vendicarsi con scherzi di ogni genere, spesso con l'aiuto di Manù, senza mai però ottenere le attenzioni di Nadia che invece preferisce aiutare il "povero" Marco deludendo per l'ennesima volta Titeuf. In realtà, Marco è un ipocrita, che parla male di Nadia alle sue spalle.
- Ramatou: è una ragazza africana alta e di colore vestita da maschiaccio. È sfuggita ad una guerra nel suo paese d'origine e si è trasferita nella scuola di Titeuf imparando gradualmente la sua lingua. Appare nella quarta stagione, e Titeuf si innamora di lei quanto Nadia venendo ricambiato. Vive in un appartamento insieme a suo cugino, il suo unico parente ancora vivo nonché colui che l'ha fatta emigrare in Francia.
- Therese: è una nuova compagna nella classe di Titeuf, appare nella quarta stagione, non particolarmente intelligente, con le sue sciocchezze fa spesso esasperare Titeuf, il quale a volte viene persino punito ingiustamente a causa sua.
- Romuald: è un ragazzo di 7 anni di cui Titeuf è geloso per via del fatto che è dotato di grandissima intelligenza nonostante la sua giovane età. Appare nella quarta stagione.
- Maxime: è un ragazzo di colore che appare nella quarta stagione. In una puntata si scopre che gli è morto il nonno.

## Episodi
| Stagione         | Episodi | Prima TV originale | Prima TV Italia |
| ---------------- | ------- | ------------------ | --------------- |
| Prima stagione   | 78      | 2001-2005          | 2002            |
| Seconda stagione | 16      | 2005               | 2006            |
| Terza stagione   | 160     | 2008-2011          | 2009-2011       |
| Quarta stagione  | 76      | 2016-2017          | inedita         |

## Doppiaggio

### Doppiatori
| Personaggio               | Doppiatore originale                                                | Doppiatore Italiano                                     |
| ------------------------- | ------------------------------------------------------------------- | ------------------------------------------------------- |
| Titeuf                    | Donald Reignoux                                                     | Massimiliano Alto                                       |
| Manù                      | Sabrina Leurquin (st. 1-3) Nathalie Homs (st. 4)                    | Fabrizio Mazzotta                                       |
| Roger (Papà)              | Thierry Ragueneau                                                   | Stefano Mondini                                         |
| Anne-Mathilde (Mamma)     | Danièle Hazan (st. 1-2) Nathalie Homs (st. 3-4)                     | Roberta Greganti                                        |
| Nadia                     | Caroline Pascal (st. 1-3) Pauline Brunner (st. 4)                   | Greta Bonetti (1ª voce) Federica Bomba (2ª voce)        |
| Zizie                     | Caroline Pascal                                                     | Micaela Incitti                                         |
| Zia Monica                | Danièle Hazan (st. 1-2) Nathalie Homs (st. 3)                       |                                                         |
| Dumbo                     | Sabrina Leurquin (st. 1-2) Marie Zidi (st. 3)                       | Domitilla D'Amico                                       |
| Hugo                      | Donald Reignoux                                                     | Roberto Stocchi                                         |
| François                  | Vincent Ropion                                                      | Marco Baroni (1ª voce) Luigi Scribani (2ª voce)         |
| Jean-Claude               | Vincent Ropion                                                      | Alberto Caneva (1ª voce) Stefano Brusa (2ª voce)        |
| Julie                     | Caroline Pascal                                                     | Milvia Bonacini                                         |
| Marco                     | Thierry Ragueneau                                                   | Simone Crisari (1ª voce) Daniele Giuliani (2ª voce)     |
| Zio Glaïeul               |                                                                     | Dante Biagioni                                          |
| Nonno                     | Vincent Ropion                                                      | Mario Milita (1ª voce) Gianluca Crisafi (2ª voce)       |
| Nathalie                  | Sabrina Leurquin (st. 1-2) Marie Zidi (st. 3)                       | Milvia Bonacini (1ª voce) Laura Cosenza (2ª voce)       |
| Hervè                     | Thierry Ragueneau                                                   | Laura Cosenza                                           |
| Tim                       | Thierry Ragueneau                                                   | Stefano Billi (1ª voce) Alessandro Rigotti (2ª voce)    |
| Basil                     |                                                                     | Andrea Lopez                                            |
| Puduk                     |                                                                     | Barbara Pitotti                                         |
| Ti amo                    | Caroline Pascal                                                     | Angela Brusa                                            |
| Lucia                     | Sabrina Leurquin (st. 1-2) Marie Zidi (st. 3) Nathalie Homs (st. 4) |                                                         |
| Madame Bligon             |                                                                     | Franca Lumachi (1ª voce) Antonella Giannini (2ª voce)   |
| Jean-Do                   |                                                                     | Stefano Brusa                                           |
| Il direttore della scuola |                                                                     | Oliviero Dinelli                                        |
| Il grande Diego           | Thierry Ragueneau                                                   | Alessandro Rigotti (1ª voce) Corrado Conforti (2ª voce) |
| Il grande miope           | Vincent Ropion                                                      | Oliviero Dinelli (1ª voce) Gianluca Crisafi (2ª voce)   |

### Doppiaggio italiano
- Post-produzione: Maresa Bellucci
- Doppiaggio italiano: Centro Doppiaggio
- Traduzione: Erika Centomo e Moreno Savoretti
- Direzione del doppiaggio: Simonetta Maturi (st. 1), Stefano Brusa (st. 2+)
- Dialoghi italiani: Francesco Artibani
- Fonico di mix: Andrea Calpini

## Film
In seguito alla produzione della serie animata è stato prodotto un film d'animazione intitolato Titeuf - Il film uscito nelle sale cinematografiche francesi il 6 aprile 2011 mentre in quelle italiane due anni e mezzo dopo, ovvero il 25 luglio 2013.